# Stigmatomma gaetulicum
Stigmatomma gaetulicum is een mierensoort uit de onderfamilie van de Amblyoponinae. De wetenschappelijke naam van de soort is voor het eerst geldig gepubliceerd in 1978 door Baroni Urbani.